# Serge Lancen
Serge Jean Mathieu Lancen (París, 5 de noviembre de 1922 - 10 de julio de 2005), fue un pianista y compositor francés.

## Biografía
Nació en París el 5 de noviembre de 1922. Su padre era jefe del servicio de Reumatología del hospital Saint-Antoine y su madre pintora. Compuso su primera obra (una canción de cuna) a los 4 años y medio. Ingresó muy pronto en el Conservatorio de París, donde estudió piano con Marguerite Long, Rose Lejour y Lazare Lévy, pero la guerra le obligó a interrumpir estos estudios, que no pudo proseguir tras el fin del conflicto. De vuelta en el Conservatorio, frecuentó las clases de Noël Gallon, Henry Busser y Tony Aubin (armonía, contrapunto y composición) y ganó el primer premio de composición en 1949. En 1950, la cantata Bettina le valió ganar el Premio de Roma. Por aquel tiempo ya había publicado algunas composiciones: Concertino para piano y orquesta (1949), Domino para piano solo (1950) y Trois chansons dans un style français sobre textos de Jean Courçay, para flauta o voz y piano (1950). De esta época data su amistad con su condiscípulo Désiré Dondeyne, futuro colaborador y quien le descubrió la música para banda.
De hecho, la mayor parte de su obra desde los años 1960 está destinada a esta formación. Además, en 1985 fue elegido para el comité directivo de la «World Association for Symphonic Bands and Ensembles». Aunque desarrolló alguna actividad como concertista de piano, Lancen se dedicó fundamentalmente a la composición. Su catálogo, que supera las 200 obras, abarca composiciones para orquesta, para banda, para conjunto de cámara, música concertante y bandas sonoras cinematográficas.

## Su obra
De Serge Lancen se destaca un profundo enraizamiento en el estilo francés: claridad, equilibrio y expresividad. Pertenece a una generación de músicos 
europeos que retoman muchos de los elementos que presentó la música francesa de la primera mitad del siglo XX, en particular la influencia ejercida por el llamado grupo de Les Six. La obra de Lancen se inscribe dentro de esta corriente neoclásica y por la fusión de materiales provenientes de la música contemporánea y del jazz. Relacionando todas estas vertientes, ha escrito varias obras destinadas a agrupaciones cercanas a la sonoridad de las bandas de jazz, sin abandonar el universo sinfónico. Su lenguaje es tonal y sus obras reflejan gran dominio técnico y gran color instrumental.
Sus obras le reportaron numerosas distinciones, como el Premio de la Communauté Radiophonique de Langue Française, el premio de la Unión Europea de Radiodifusión y el Gran Premio de la Música Sinfónica Ligera de la SACEM («Société des auteurs, compositeurs et éditeurs de musique»).
| Año     | Obra | Tipo de obra                 |
| ------- | --- | ---------------------------- |
| 1950    | Cantate Bettina, cantata (orquestación de la obra que le valió el Premio de Roma.                                                                                                  | Música coral (cantata)       |
| 1954    | Concerto pour harmonica. | Música orquestal (concierto) |
| 1957    | Narcisse, oratorio profano. | Música coral (oratorio)      |
| 1962    | Concerto pour flûte et orchestre. | Música orquestal (concierto) |
| 1962    | Concerto pour contrebasse. | Música orquestal (concierto) |
| 1962    | Manhattan Symphonie (en colaboración con Désiré Dondeyne) [1. Arrivée á Manhattan. 2. Le Central Park. 3. Harlem. 4. Broadway. 5. Rockefeller Building], para banda.               | Música de banda              |
| 1962    | La Mauvaise Conscience ópera de cámara. | Música de ópera              |
| 1964    | Symphonie de Noël, para banda. | Música de banda              |
| 1964    | Charlot, para orquesta. | Música orquestal             |
| 1965    | Deux romances sans paroles. | Música vocal                 |
| 1965    | Triptyque, para orquesta. | Música orquestal             |
| 1966    | Concerto pour violon. | Música orquestal (concierto) |
| 1967    | Mini Symphonie, para banda. | Música de banda              |
| 1968    | Festival à Kerkrade, para banda. | Música de banda              |
| 1968    | Concerto champêtre pour harpe et orchestre. | Música orquestal (concierto) |
| 1968    | En route pour Monte-Carlo, para orquesta. | Música orquestal             |
| 1968    | Fifres en fête, para orquesta. | Música orquestal             |
| 1969    | Symphonietta. | Música orquestal             |
| 1969    | Obsession, para banda. | Música de banda              |
| 1969-70 | Cap Kennedy, para banda. | Música de banda              |
| 1971    | Hymne a la musique, para banda. | Música de banda              |
| 1971    | Parade Concerto [1. Introduction et Allegro. 2. Andantino. 3. Allegro], para piano y banda sinfónica.                                                                              | Música de banda              |
| 1971    | Ouverture texane, para banda. | Música de banda              |
| 1974    | Concerto Rhapsodie pour piano et orchestre. | Música orquestal (concierto) |
| 1975    | Marche pour un anniversaire, para banda. | Música de banda              |
| 1975    | Symphonie de Paris, para banda. | Música de banda              |
| 1975    | Poême écuménique para nueve solistas, coro mixto, coro infantil y orquesta (hay versión para banda).                                                                               | Música coral                 |
| 1976    | Ouverture triomphale, para banda. | Música de banda              |
| 1976    | Rhapsodie sur des thèmes Bretons, para banda. | Música de banda              |
| 1976    | Rhapsodie sur des thèmes Normands, para banda. | Música de banda              |
| 1977    | Suite pastorale, para banda. | Música de banda              |
| 1979    | Trois mélodies. | Música vocal                 |
| 1979    | Le Mont Saint Michel Tableaux Symphoniques [1. Moderato / Allegro / Moderato. 2. Allegro Moderato. 3. Maestoso. 4. Moderato / Grandioso].                                          |                              |
| 1980    | Trianon for Band [1. Moderato maestoso. 2. Allegro. 3. Allegro. 4. Moderato maestoso].                                                                                             |                              |
| 1980    | Festival rapsodie, para banda. | Música de banda              |
| 1980    | Bocage, para banda. | Música de banda              |
| 1980    | Versailles, para banda. | Música de banda              |
| 1980    | Le Chant de l'Arbre, para banda. | Música de banda              |
| 1980    | Hymne de Fraternité para coro mixto y banda. | Música de banda (coro)       |
| 1981    | Dédicace para saxo alto y banda. | Música de banda              |
| 1983    | Scandinave, para banda. | Música de banda              |
| 1984    | Divertimento, para banda. | Música de banda              |
| 1984    | Marche nuptiale, para banda. | Música de banda              |
| 1984    | Concerto de Paris para piano y banda sinfónica. | Música de banda              |
| 1985    | Concerto pour violon et contrebasse. | Música orquestal (concierto) |
| 1986    | Mascarade [1. Ouverture. 2. Columbine. 3. Pierrot. 4. Harlequin. 5. Mezzetin. 6. Spavento. 7. Le Vagabond. 8. Final], para quinteto de metal y banda.                              | Música de banda              |
| 1986    | Symphonie de l'Eau, para banda. | Música de banda              |
| 1986    | Aunis et Saintonge en féte, para banda. | Música de banda              |
| 1986    | Missa solemnis dedicada a [Juan Pablo II] [1. Introit. 2. Kyrie. 3. Gloria. 4. Offertorium. 5. Sanctus. 6. Pater Noster. 7. Agnus Dei. 8. Communio. 9. Deo Gratias. 11. Alleluia]. | Música coral                 |
| 1987    | Concerto pour contrebasse et orchestre. | Música orquestal (concierto) |
| 1988    | Concerto pour Trombone, para banda. | Música de banda              |
| 1988    | Concerto pour harpe. | Música orquestal (concierto) |
| 1988    | Sonate Concertante para clarinete y banda. | Música de banda              |
| 1990    | Concerto pour harpe, para banda. | Música de banda              |
| 1990    | Divertimento pour petite orchestre d'harmonie, para banda. | Música de banda              |
| 1990    | Eveil, para banda. | Música de banda              |
| 1990    | Hymne au soleil, para banda. | Música de banda              |
| 1990    | Paris au jardin de ma mémoire. | Música vocal                 |
| 1990    | Vocalises. | Música vocal                 |
| 1990-91 | Concerto pour cor, para banda. | Música de banda              |
| 1991    | Symphonie Ibérique [1. Andante moderato - Allegro Viva. 2. Lento - Andante. 3. Andante - Allegro - Vivace], para banda.                                                            | Música de banda              |
| 1991    | Te Deum [1. Te Deum Laudamus. 2. Tu Rex Gloriae, Christe. 3. Salvum fac populum tuum. 4. Miserere nostri, Domine. 5. Laudamus].                                                    | Música coral                 |
| 1991    | Concerto pour Hautbois [1. Allegro. 2. Andante. 3. Allegro], para banda. | Música de banda              |
| 1992    | Concerto pour saxophone alto et orchestre. | Música orquestal (concierto) |
| 1993    | Jeunes archets, para orquesta. | Música orquestal             |
| 1993    | Jeux pour musiciens, para conjunto de viento. | Música orquestal             |
| 1993    | Images d'Ollioules [1. Allegro. 2. Andante. 3. Andante. 4. Allegro Vivo], para banda.                                                                                              | Música de banda              |
| 1993    | Cinquantième, para banda. | Música de banda              |
| 1993    | Symphonie joyeuse, para banda. | Música de banda              |
| 1993    | Zwiefache Symphonique [1. Allegro. 2. Allegretto. 3. Moderato. 4. Allegro], para banda.                                                                                            | Música de banda              |
| 1994    | Credo, para coro a cuatro voces mixtas y banda. | Música de banda              |
| 1994    | Remerciements [1. Introduction. 2. Prière. 3. Remerciements à Dieu. 4. Benidicamus Domine. 5. Prière du Souvenir. 6. Glorie á Dieu - Alleluia].                                    | Música coral                 |
| 1995    | Credo. | Música coral                 |
| 1995    | Hymne aux musiciens, para banda. | Música de banda              |
| 1996    | Espaces harmoniques pour récitant, choeurs et orchestre d'harmonie, para banda. | Música de banda              |
| 1998    | Jour de fête, para banda. | Música de banda              |
| -       | Contraste voor altsaxofoon en harmonieorkest, para banda. | Música de banda              |
| -       | Little Symphonie, para banda. | Música de banda              |
| -       | Ouverture pour un Matin d'Automne, para banda. | Música de banda              |
| -       | Copacabana, para banda. | Música de banda              |